# Émilie Tillion

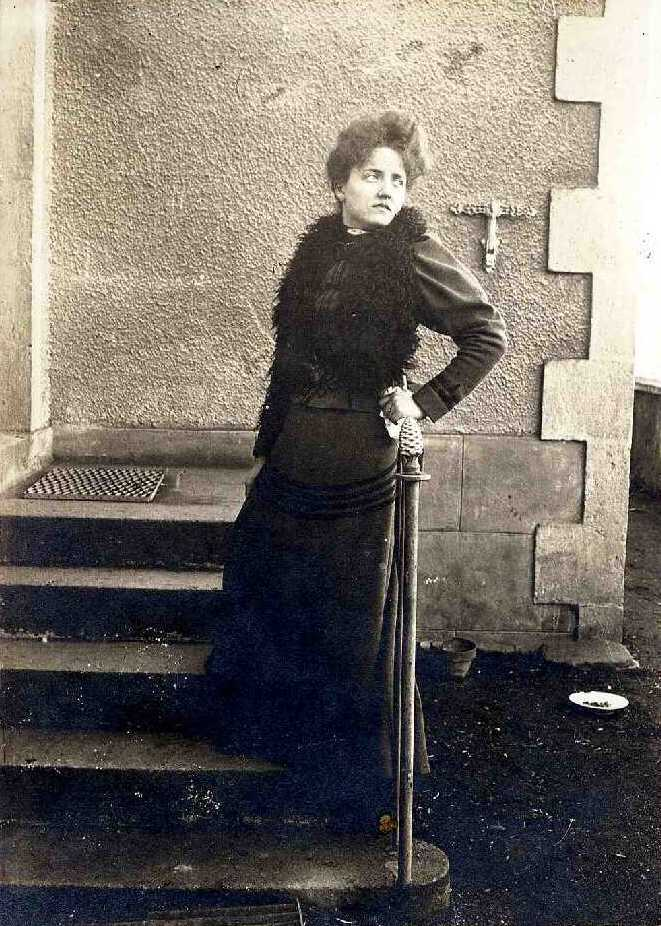
Émilie Tillon

Émilie Tillion (geborene Cussac; * 2. Februar 1876 in Talizat; † 2. März 1945 im KZ Ravensbrück) war eine französische Schriftstellerin und Kunstkritikerin. Sie war außerdem Mitglied der Résistance. Sie war die Mutter von Germaine Tillion, einer Ethnologin und ebenfalls Mitglied der Résistance.

## Leben
Tillion wurde als Émilie Cussac am 2. Februar 1876 in der Gemeinde Talizat als Tochter einer wohlhabenden Gutsbesitzerfamilie aus dem Cantal geboren. Sie war die Tochter von Antoinette Vivier und Francois Cussac, einem Notar.
1900 heiratete sie Lucien Tillion, einen Magistratsbeamten, gebürtig aus dem Charolais. Tillion und ihr Mann waren Autoren mehrerer Guides Bleus, die als die ältesten Reiseführer in Frankreich gelten. Sie war außerdem Mitautorin des Bandes Pays d'Europe.
Lucien Tillion starb 1925. Von nun an musste Tillion die beiden Töchter Germaine und Françoise allein aufziehen. In Paris wurde Émilie als Madame Tillion bekannt. Sie hielt oft Vorträge über Kunst und wurde als Teil des milieu culturel  gesehen, einer Gruppe von Intellektuellen und Botschafterehefrauen.

## Résistance

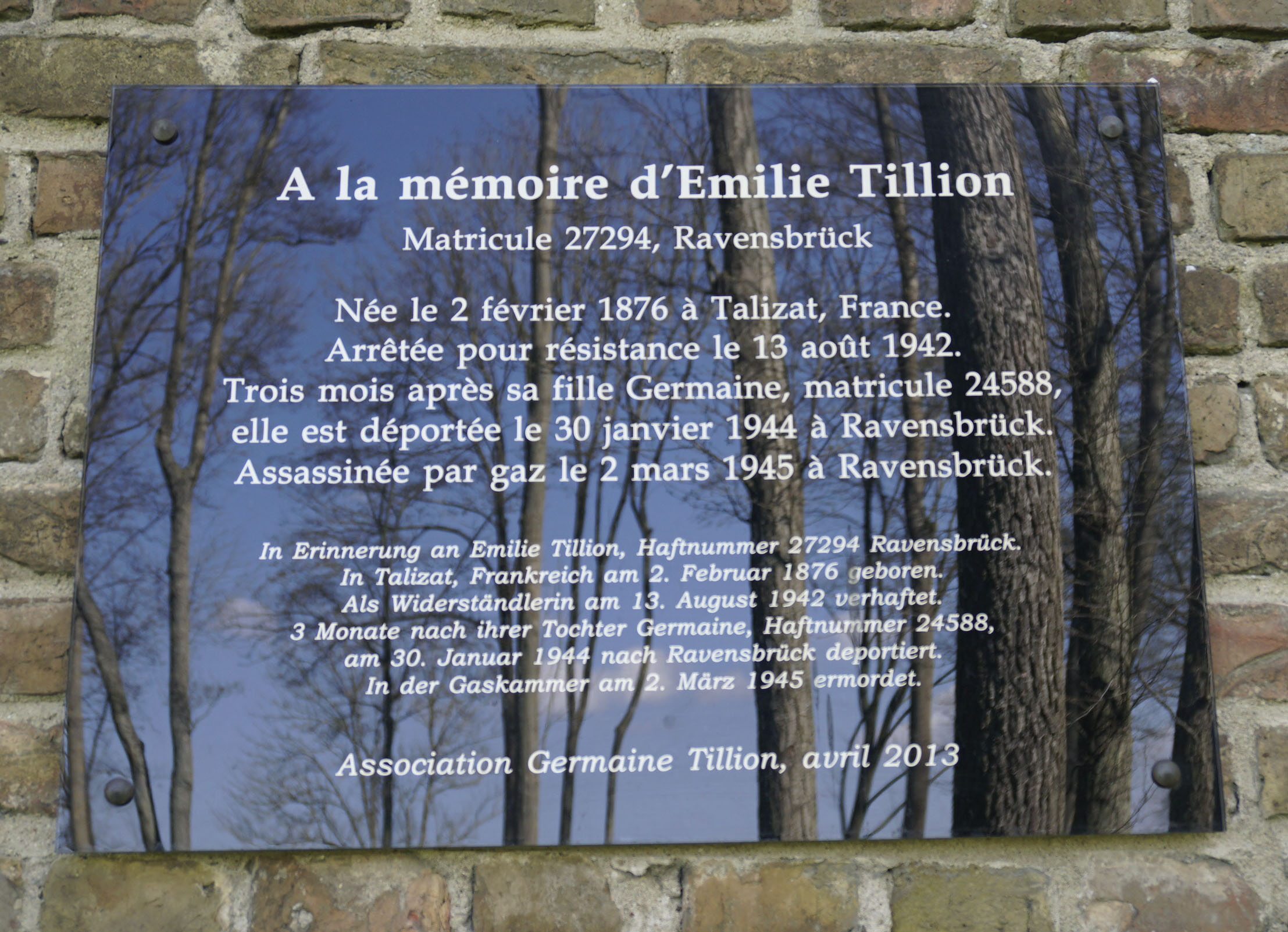
Gedenktafel für Émilie Tillion in der Gedenkstätte Ravensbrück

Tillions Tochter Germaine verbrachte sechs Jahre in Algerien, wo sie Wüstenstämme studierte. Mutter und Tochter kamen wieder zusammen, als letztere am 9. Juni 1940 nach Frankreich zurückkehrte, wenige Tage bevor die deutsche Armee Paris besetzte. Beide planten, nach Südfrankreich zu fliehen. Allerdings hielten sie das für sinnlos, nachdem sie von Philippe Pétains Kapitulation vor den Nazis gehört hatten. Im Oktober desselben Jahres wurde Émilie Tillion ein aktives Mitglied der französischen Résistance und diente als Liaison der Schriftsteller und Künstler, die Teil der Bewegung waren.
Tillion wurde zum Opfer des französischen Kollaborateurs, Pater Robert Alesch. Er meldete sie der Abwehr wegen ihrer Beteiligung an dem Fluchtversuch von Jean und Pierre de Vomécourt. Beide waren SOE-Agenten, die im Gefängnis von Fresnes inhaftiert waren. Émilie Tillion wurde vier Monate nach der Verhaftung ihrer Tochter nach Ravensbrück deportiert.
Tillion wurde mit 958 anderen Frauen in Viehwaggons transportiert. Ein Bericht von Geneviève de Gaulle-Anthonioz, einer Mitgefangenen, beschrieb sie als etwa 70 Jahre alt während dieser Tortur.
Als sie sie im Lager traf, sagte Émilie Tillion zu Germaine: "Voyage exultant. Cologne, Düsseldorf, Elberfeld en ruines. La fin de la guerre est proche." (Gute Reise. Köln, Düsseldorf, Elberfeld in Trümmern. Das Ende des Krieges ist nahe.)
In Ravensbrück wurde Häftlinge, die 69 Jahre alt und älter waren meist getötet. Durch ihre Kontakte im Lager gelang es Germaine, das Alter ihrer Mutter als unter 60 Jahren eintragen zu lassen. Émilie Tillion wurde jedoch am 2. März 1945 im Alter von 69 ermordet. Sie wurde zum Tod durch die Gaskammer verurteilt, nachdem sie wegen ihrer weißen Haare aus einem gezielten Block ausgewählt worden war. Angeblich inspirierte die Ermordung ihrer Mutter Germaine die dreiaktige Operette Le Verfügbar aux Enfers zu schreiben.